# Morti nel 536
| Questa pagina contiene informazioni ricavate automaticamente dalle voci biografiche con l'ausilio del template Bio e di un bot. L'aggiornamento è periodico e automatico e ricostruisce completamente la pagina. Se manca una persona in questa lista, sei pregato di non aggiungerla, ma accertati piuttosto che la sua voce biografica contenga il template Bio e che i dati anagrafici siano correttamente compilati. Se il template Bio manca, inseriscilo tu stesso o, in alternativa, metti l'avviso {{tmp\|Bio}} che ne segnala la mancanza. Se i dati riportati sono sbagliati, correggi direttamente la voce biografica; le modifiche saranno visibili in questa lista entro pochi giorni. Per chiarimenti vedi il progetto biografie. La lista contiene solo le 8 persone che sono citate nell'enciclopedia e per le quali è stato implementato correttamente il template Bio. Pagina aggiornata al 2 mag 2025. |

- 15 gennaio - Ankan, imperatore giapponese (n. 466)
- 22 aprile - Papa Agapito I, papa, vescovo e santo italiano
- 5 settembre - Ursicino di Ravenna, vescovo italiano
- Mundo, generale bizantino
- Pomponio di Napoli, vescovo romano
- Sergio di Reshaina, filosofo, scrittore e traduttore siro
- Tao Hongjing, letterato cinese (n. 456)
- Teodato, re ostrogoto (n. 482)